# Blue Jays
Blue Jays is een studioalbum van Justin Hayward en John Lodge. Het is één van de solo-uitingen van de Moody Bluesleden gedurende periode van vijf jaar dat de band stil lag. Blue komt van Moody Blues en Jays uit beider voornamen.

## Inleiding
Na de opnamen van het album Seventh Sojourn en de bijbehorende tournee wilden de Moodies beginnen aan een opvolger. Echter Ray Thomas, Mike Pinder en Graeme Edge vroegen om een rustpauze. Met name Pinder, die inmiddels verhuisd was naar de Verenigde Staten, had er even genoeg van. Er kwam nog wel één track tot stand onder de titel Island, of dat op het gevoel van de leden sloeg is niet bekend. Desalniettemin bleef Decca Records, waar de Moodies via Threshold Records onder contract stond om een opvolger vragen. Hayward vertrok daarop naar de VS om iets samen te gaan doen met Pinder, met ondersteuning van muziekproducent Tony Clarke. Na een tijdje komt ook Lodge bij de heren in Los Angeles terecht. Dit gaat Mike Pinder te veel op de Moody Blues zelf lijken en hij stapt uit het project.
Hayward, Lodge en Clarke togen aan het werk in de net vernieuwde Threshold Westlake Audio Studio, West-Hampstead. Als eerste wordt het nummer Remember me (my friend) opgenomen. Daarna gaan hun gezamenlijke plannen verder er verder, totdat een volwaardig album tot stand is gekomen. In de periode juni tot december 1974 werkten ze aan hun album, waarbij ze leden van de onbekend gebleven band Providence inschakelden; die band was verbonden aan Threshold, toen de Moodies ook een soort managersfunctie hadden.
Het is nooit duidelijk geworden of Blue Jays niet ook de naam van de gevormde groep was; in eerste instantie was er alleen sprake van Blue Jays, pas later werd de namen van de heren gemeld.

## Musici
- Justin Hayward – zang, gitaar;
- John Lodge – zang, basgitaar;

met
- Jim Cockey - viool; hoorn; Cockey had nog nooit hoorn gespeeld, maar had dat instrument in drie maanden onder de knie, aldus Hayward
- Tom Tompkins- altviool;
- Tim Tompkins - cello;
- Kirk Duncan - piano;
- Graham Deakin - drums;
- Peter Knight – orkestraties; bekend van Moodiesalnum Days of Future Passed

Alle andere instrumenten door Hayward en Lodge

## Muziek
| Nr. | Titel                                   | Duur |
| --- | --------------------------------------- | ---- |
| 1.  | This morning (Hayward)                  | 5:56 |
| 2.  | Remember me (my friend) (Hyward, Lodge) | 5:28 |
| 3.  | My brother (Hayward)                    | 3:28 |
| 4.  | You (Lodge)                             | 4:36 |
| 5.  | Nights Winters Years (Hayward)          | 3:40 |

| Nr. | Titel                             | Duur |
| --- | --------------------------------- | ---- |
| 1.  | Saved by the music (Lodge)        | 6:09 |
| 2.  | I dreamed last night (Hayward)    | 4:29 |
| 3.  | Who are you now (Hayward)         | 2:29 |
| 4.  | Maybe (Lodge)                     | 5:38 |
| 5.  | When you wake up (Hayward, Lodge) | 6:23 |

.
Remember me (my friend) is de eerste single, het nummer duurt in de originele versie 9 minuten; bij het plaatsen op het album is het ingekort na 6 minuten; bij het klaarmaken van de cd-versie is nog gezocht naar de originele versie, maar het werd niet teruggevonden. My brother is wellicht een verwijzing naar Mike Pinder; zinsnede uit het lied: "Divided by an ocean".

## Nasleep
Nadat de opnamen klaar waren, werd het album op 10 maart 1975 in een donkere zaal van Carnegie Hall gedraaid terwijl Hayward en Lodge elders in het gebouw aanwezig waren. Toehoorders kregen als beloning een button met daarop “aanwezig tijdens”. Er volgde pas veel later, november en december 1975 een korte Britse tournee in kleine zalen, waarbij voor de ondersteunende musici werd geput uit de band Trapeze, ook al onder contract staande bij Threshold. Concertopener was steevast Saved by the music, daarna volgden liedjes van dit album en van albums van de Moodies. Er werd afgesloten met When you wake up, waarna nog Question in de toegift volgde. Van die reeks concerten is een deel van het optreden van 12 december 1975 bewaard gebleven; een optreden aan Lancaster University, het werd uitgegeven in de boxset Timeless Flight. Amerika wordt vermeden, men denkt dat de Amerikanen nog te veel met Seventh Sojourn in hun hoofd zitten en verwachtten dat de Moodies weer langs komen.
Het album verkocht naar verwachting redelijk goed. Het haalde de Billboard 200 en reikte tot plaats 16. Ook in Engeland scoorde het goed met zeven weken notering met een achtste plaats. De Nederlands Album Top 100 liet het album zes weken zien met een hoogste notering op 13. Het album werd later nog ondersteund met de single Blue guitar, dat op cd-versies van het album werd meegeperst, maar dat met een andere begeleiding werd ingespeeld.
Na de uitgifte van het album kwamen Hayward en Lodge er toch ook achter, dat het geluid toch voornamelijk op The Moody Blues klonk, maar dan net iets van mindere kwaliteit. Ook de bijzondere presentatie in Carnegie Hall, hoe goed bedoeld ook, kwam Hayward later overdreven over. Hij tekende daarbij wel aan dat het wel ten goede kwam aan de verkoopcijfers. Na Blue Jays gingen dus Hayward en Lodge hun eigen weg; Justin Hayward kwam met Songwriter; Lodge met Natural Avenue. Ook tijdens de doorstart bleef de relatie met Pinder moeizaam; hij speelde nog wel op het gezamenlijk album mee, maar liet zich tijdens de tournee vervangen door Patrick Moraz.
Wanneer in 2019 het album weer op langspeelplaat wordt uitgebracht constateert Wouter Bessels dat het album toch voornamelijk gezien kan worden of wordt als de ontbrekende schakel tussen Seventh Sojourn en Octave, lang niet zo hoogdravend als de eerste, maar wel met herkenbaar Moodies-geluid.